# Ukna
Ukna (uttalas ”uckna”) är en småort i Västerviks kommun och kyrkby i Ukna socken, Kalmar län.

## Historia
Mycket talar för att Uknadalens sjösystem och Syrsan varit en forntida segel- och transportled mellan Östersjön och trakterna runt Linköping.

## Geografi och natur
Ukna ligger i norra delen av Tjustbygden i nordöstra Småland. Trakten kännetecknas av Uknadalens sprickdalsstråk som utmynnar i Storsjön och fortsätter mot havsviken Syrsan i Västra Eds socken.

## Samhälle
I Ukna finns bland annat Ukna kyrka, förskola, äldreboende och butik.

## Infrastruktur
I området finns Uknavägen mellan Riksväg 35 från söder om Åtvidaberg, till E22 söder om Storsjön och Edsbruk, samt Linköpingsvägen (Riksväg 35) mellan Linköping och E22 vid Gamleby.
Därutöver finns järnvägen Tjustbanan mellan Linköping och Västervik, där det mellan Falerum och Överum tidigare fanns stationerna Nelhammar och Storsjö (senare hållplats) samt Blidstena hållplats.
Vandringsleden Tjustleden har en anslutningsled till Ukna.

## Sevärdheter
Uknadalen har en speciell geografi, med sina höga bergväggar och anses som en vacker bygd att besöka. Söder om Ukna finns Stenebo gruvor. Dessa järnmalmsgruvor, som ibland benämns Ukna eller Nämåsa gruvor, består av tolv stycken nedlagda gruvor och skärpningar. Stollgången är öppen för besökare. Den går ett hundratal meter in i berget, och mynnar vid ett vattenfyllt schakt.

## Personer med anknytning till orten
- John Albert André Augustinius, kyrkoherde
- Gunnar Jacobson, arkitekt
- Adolphe Stackelberg, godsägare och brukspatron